# Azrinaz Mazhar Hakim
Azrinaz Mazhar binti Hakim Mazhar anteriormente Pengiran Isteri Azrinaz Mazhar (nacida el 23 de septiembre de 1979) fue la tercera esposa del sultán Hassanal Bolkiah, el actual Sultán de Brunéi.

## Biografía
Ella es la segunda hija de Haji Hakim Mazhar bin Mohammad Johar y de su esposa, Fauziah binti Abdullah Mansoor.
Fue educada en el Instituto de Medios Integrados de Malasia (MIIM), y posteriormente en Wangsa Maju, Kuala Lumpur (diplomada en Broadcasting en 1997).
Fue periodista, locutora y presentadora de noticias en el canal privado TV3 de Malasia entre 1997 y 2005, año en el que contrajo matrimonio con el Sultán de Brunéi.
Contrajo matrimonio con el sultán Hassanal Bolkiah el 20 de agosto de 2005. Se divorció del Sultán el 16 de junio de 2010.
Sus hijos en común han sido:
- Príncipe 'Abdul Wakeel (1 de junio de 2006).
- Princesa Ameerah (28 de enero de 2008).

Azrinaz se casó por segunda vez el 1 de mayo de 2018 con Fairos Khan Abdul Hamid. Su ceremonia de solemnización tuvo lugar en su casa y asistieron familiares y amigos cercanos.

## Distinciones honoríficas

### Distinciones honoríficas bruneanas
- Miembro de la Real Orden Familiar de la Corona de Brunéi (20/08/2005, revocado tras su divorcio).[1]

### Distinciones honoríficas extranjeras
- Dama Gran Cordón Clase Especial de la Suprema Orden del Renacimiento (Reino Hachemita de Jordania, 13/05/2008).[1][2]